# Брайън Фери
Брайън Фери ОБИ (на английски: Bryan Ferry) е английски певец, текстописец и музикант.
Роден е в графство Тайн и Уиър на 26 септември 1945 година.
Гласът му е описван като „елегантно, съблазнително напяване“. Той също така си създава отличителен имидж и стил на облекло; според вестник „Индипендънт“, Фери и неговият съвременник Дейвид Боуи повлияват на едно цяло поколение както с музиката, така и с изявите си.
Той става известен в началото на 1970-те, като вокалист и главен автор на песни в британската арт рок група „Рокси Мюзик“, с които има 1 №1 албума и 10 сингъла достигнали в Топ 10 във Великобритания от 1972 г. до 1982 г., в това число „Virginia Plain“, „Street Life“, „Love is the Drug“, „Dance Away“, „Angel Eyes“, „Over You“, „Oh Yeah“, „Jealous Guy“, и „More Than This“.
Брайън Фери започва самостоятелна кариера през 1973 г., докато все още е член на „Рокси Мюзик“. Неговата соло кариера включва песни като „A Hard Rain's a-Gonna Fall“, „Let's Stick Together“ и „This Is Tomorrow“. Той разпуска „Рокси Мюзик“ след издаването на техния най-продаван албум Avalon през 1982 г., за да се концентрира върху соловата си кариера, издавайки допълнителни сингли „Slave to Love“ и „Don't Stop the Dance“, както и достигналият до №1 в Обединеното кралство албум – Boys and Girls (1985).
Въпреки плодотворната си кариера, Фери доста често записва и преработва песни на други известни певци в собствени варианти и различни аранжименти. В цялата си кариера, включително и през годините, в които е част от „Рокси Мюзик“, той продава повече 30 милиона албума по целия свят. През 2019 г. Брайън Фери е включен в Залата на славата на рокендрола като член на „Рокси Мюзик“.

## Дискография

### Студийни албуми
- These Foolish Things (Октомври 1973, UK #5)
- Another Time, Another Place (Юли 1974, UK #4)
- Let's Stick Together (Септември 1976, UK #19, US #160, Nor #19)
- In Your Mind (Февруари 1977, UK #5, US #126, Aus #1, Nor #12)
- The Bride Stripped Bare (Април 1978, UK #13, US #159)
- Boys and Girls (Юни 1985, UK #1, US #63, Nor #3)
- Bête Noire (Ноември 1987, UK #9, US #63, Nor #10)
- Taxi (13 април 1993, UK #2, US #79, Nor #12)
- Mamouna (5 септември 1994, UK #11, US #94, Nor #12)
- As Time Goes By (15 октомври 1999, UK #16, US #199, Nor #23)
- Frantic (18 май 2002, UK #6, US #189, Nor #4)
- Dylanesque (5 март 2007, UK #5, US #117, Nor #19)
- Olympia (26 октомври 2010, UK #19, US #71, Nor #16)
- The Jazz Age (26 ноември 2012, UK #50)
- Avonmore (17 ноември 2014, UK #19, US #72)
- Bitter-Sweet (2018)
- Loose Talk (2025)